# Hans Strøm
Hans Strøm (født 25. januar 1726 i Borgund på Søndmøre, død 1. februar 1797 på Eker) var en norsk præst og naturforsker. 
Samtidig med sin præstegerning dyrkede han studiet af naturvidenskaberne, særlig sin fødeegns naturhistorie. Som frugt af dette udkom 1762—69 hans fortjenstfulde Søndmøres Beskrivelse. I 1764 blev han sognepræst til Volda, hvor han udgav Tilskueren paa Landet, hvoraf 2 dele udkom 1775—76. I sammenhæng med denne populærvidenskabelige virksomhed leverede han en 
Rk. Afh., dels af bot., dels af zool. Indhold, 
der blev optagne i det norske og i det danske 
Videnskabsselskabs Skrifter. 1778 blev han 
Præst til Eker og hædredes i det flg. Aar med 
Titel af ekstraordinær Prof. i Teologi og blev 
1790 Dr. theol. Fra denne Del af hans Liv 
mærkes hans 1784 udgivne Beskrivelse over Eker 
og hans 1792 udgivne Aargang Prædikener. 